# Tăng sinh tế bào

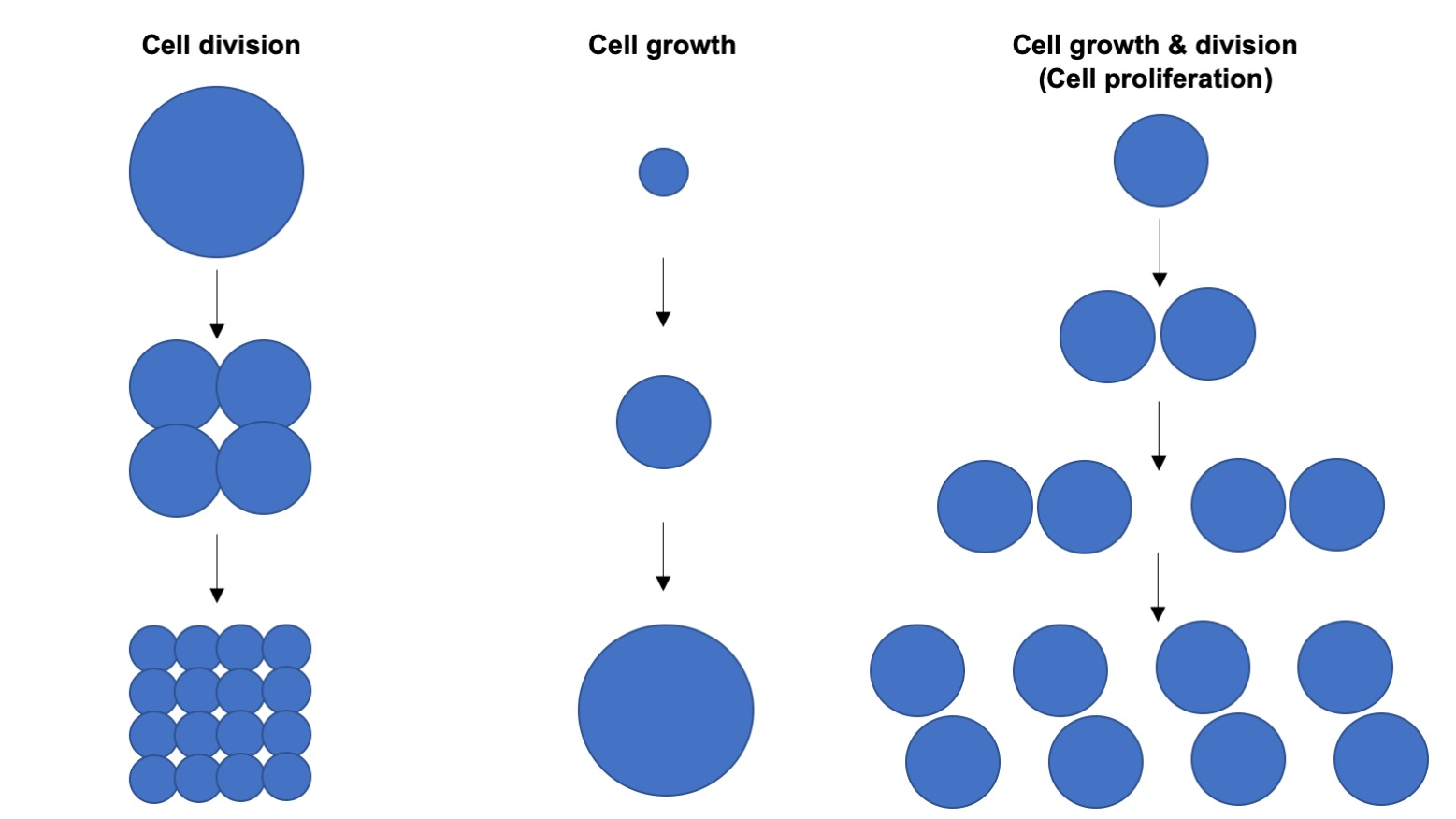

Tăng sinh tế bào là quá trình một tế bào lớn lên và phân chia để tạo ra hai tế bào con. Sự tăng sinh tế bào dẫn đến exp một cấp số nhân tăng số lượng tế bào và do đó là một cơ chế nhanh chóng của tăng trưởng mô. Tế bào yêu cầu cả tăng trưởng tế bào và phân chia tế bào xảy ra cùng một lúc, sao cho kích thước trung bình của tế bào không đổi trong quần thể tăng sinh. Sự phân chia tế bào có thể xảy ra mà không có sự phát triển của tế bào, tạo ra nhiều tế bào nhỏ dần dần (như trong sự phân cắt của hợp tử), trong khi sự phát triển tế bào có thể xảy ra mà không có sự phân chia tế bào để tạo ra một tế bào lớn hơn (như trong sự phát triển của hợp tử) tế bào thần kinh). Do đó, tăng sinh tế bào không đồng nghĩa với tăng trưởng tế bào hoặc phân chia tế bào, mặc dù thực tế là các thuật ngữ này đôi khi được sử dụng thay thế cho nhau.
Tế bào gốc trải qua quá trình tăng sinh tế bào để tạo ra các tế bào con "khuếch đại chuyển tiếp" tăng sinh mà sau đó phân hóa để cấu tạo mô trong quá trình bình thường phát triển và sự phát triển của mô, trong tái tạo mô sau tổn thương, hoặc trong ung thư.
Tổng số tế bào trong một quần thể được xác định bằng tốc độ tăng sinh tế bào trừ đi tốc độ tế bào chết.
Kích thước tế bào phụ thuộc vào cả sự phát triển của tế bào và sự phân chia tế bào, với sự gia tăng không cân đối trong tốc độ tăng trưởng của tế bào dẫn đến sản xuất các tế bào lớn hơn và sự gia tăng không cân đối trong tốc độ phân chia tế bào dẫn đến sản xuất nhiều tế bào nhỏ hơn. Sự tăng sinh tế bào thường liên quan đến tốc độ tăng trưởng tế bào và phân chia tế bào cân bằng giúp duy trì kích thước tế bào gần như không đổi trong quần thể tế bào đang tăng sinh theo cấp số nhân. Tăng sinh tế bào xảy ra bằng cách kết hợp sự tăng trưởng tế bào với "G1 - S - M - G2" chu kỳ tế bào để tạo ra nhiều tế bào lưỡng bội con cháu.
Ở các sinh vật đơn bào, sự tăng sinh tế bào phần lớn đáp ứng với sự sẵn có của chất dinh dưỡng trong môi trường (hoặc phòng thí nghiệm môi trường tăng trưởng).
Ở các sinh vật đa bào, quá trình tăng sinh tế bào được kiểm soát chặt chẽ bởi điều hòa gen mạng lưới được mã hóa trong bộ gen và được thực hiện chủ yếu bởi yếu tố phiên mã bao gồm những yếu tố được điều chỉnh bởi con đường truyền tín hiệu do yếu tố tăng trưởng tạo ra trong quá trình tế bào  –  giao tiếp tế bào trong phát triển. Ngoài ra, việc hấp thụ chất dinh dưỡng ở động vật có thể tạo ra các hormone tuần hoàn thuộc họ Insulin/IGF-1, chúng cũng được coi là các yếu tố tăng trưởng và chức năng đó để thúc đẩy tăng sinh tế bào trong các tế bào khắp cơ thể có khả năng làm như vậy.
Sự tăng sinh tế bào không được kiểm soát, dẫn đến tăng tốc độ tăng sinh, hoặc các tế bào không thể bắt giữ sự tăng sinh của chúng ở thời điểm bình thường, là nguyên nhân của ung thư.